# Hubert de Toscana
Hubert o Humbert (Uberto) era fill bastard del rei Hug d'Italia (Hug d'Arle o Hug de Provença) amb la seva amistançada Wandelmoda. Vers el 936 el seu pare li va donar el marquesat o marcgraviat de Toscana en lloc del seu deposat oncle Bosó. El 941 el va nomenar comte palatí i el 943 duc de Spoleto i marcgravi de Camerino expulsant al duc Sarlione, condemnat per l'assassinat del seu antecessor Ansiar d'Ivrea. Així va governar tot Itàlia central i va esdevenir el senyor feudal més poderós del rei Berenguer II d'Itàlia.
Hubert aliat al Papa Joan XII van convidar a Otó el Gran rei de Germània a baixar a Itàlia i enderrocar a Berenguer II.
El 946 el ducat de Spoleto i marquesat de Camerino foren donats a Bonifaci II. A Toscana fou marcgravi fins al 13 de febrer del 962 en què va assolir el govern d'aquest feu el seu fill Hug el Gran.
Va morir segon uns el 15 de setembre de 967 i segons altres el març de 970.
Es va casar amb Gil·la, filla de Bonifaci I de Spoleto amb la que va tenir a Hug el Gran, marcgravi de Toscana (962-1001) i de Spoleto (989-996), Gualdrada, esposa de Pere IV Candiano dux de Venècia, i Gil·la la jove, filla de Tedald, comte de Canossa.